# Баракат ібн Умар Дін
Баракат ібн Умар Дін (*араб. بركات بن عمر الدين; д/н — 1559) — останній султан Адалу у 1555—1559 роках.

## Життєпис
Походив з династії Ібрагіма. Син султана Умар Діна. Захопив трон 1555 року, поваливши брата Алі, за допомоги еміра Нур ібн Муджахіда.
Не мав фактичної влади, яка належала Нур ібн Муджахіду. разом з ним брав участьу походах на ефіопську провінцію даваро. 1559 року султан загинув під час облоги столиці Харер негусом Ґелавдевосом. Внаслідок цього султанат Адал припинив своє існування.